# Diwdjadowo-Gletscher
Der Diwdjadowo-Gletscher (bulgarisch ледник Дивдядово lednik Diwdjadowo) ist ein 8 km langer und 3 km breiter Gletscher im westantarktischen Ellsworthland. In den Petvar Heights der südöstlichen Sentinel Range im Ellsworthgebirge fließt er nordöstlich des Carey-Gletschers und südöstlich des Drama-Gletschers in zunächst nordöstlicher, nördlich des Ruset Peak dann in ostsüdöstlicher Richtung in östlicher Richtung, um das Gebirge südöstlich des Long Peak zu verlassen.
US-amerikanische Wissenschaftler kartierten ihn 1988. Die bulgarische Kommission für Antarktische Geographische Namen benannte ihn 2012 nach der Ortschaft Diwdjadowo im Nordosten Bulgariens.